# Perdita oregonensis
Perdita oregonensis is een vliesvleugelig insect uit de familie Andrenidae. De wetenschappelijke naam van de soort is voor het eerst geldig gepubliceerd in 1929 door Timberlake.